# Albert IV de Bavière
Pour les articles homonymes, voir Albert IV.
Albert IV le Sage (né le 15 décembre 1447 à Munich; mort le 18 mars 1508 dans cette même ville) est le dernier duc de Bavière-Munich et, à partir de 1503, le premier duc de la Bavière réunifiée.

## Biographie

### Duc de « Bavière munichoise »
Son père, le duc de Bavière Albert le Pieux, le destinait à la carrière ecclésiastique. Mais lorsque son frère aîné Jean IV meurt, il rentre de Pavie, où il étudiait, et dispute à son frère cadet Sigismond le partage du duché. Les deux frères benjamins, Christophe et Wolfgang revendiquent eux-mêmes une part du pouvoir. Albert IV prend le pouvoir mais doit combattre Christophe le Fort qui recrute ses partisans dans la région de Straubing et dans la chevalerie de la forêt de Bavière. Sigismond se retire dans son château en 1467 et de ce moment, Albert peut régner seul.
En 1485 Albert s'adjoint les fiefs des seigneurs d'Abensberg dont la lignée est éteinte ; en 1486 il annexe à son duché la ville d'Empire de Ratisbonne ; en 1487 il épouse Cunégonde d'Autriche, la fille de l'empereur Frédéric III et finalement hérite de son cousin Simon le Riche toute la Souabe Habsbourgeoise (Haute-Autriche), de sorte que sa puissance devient énorme. Cette situation préoccupe non seulement l'empereur, mais également les seigneurs de Souabe et des États de Straubing, ainsi que la bourgeoisie des villes d'Empire : ils se fédèrent en ligue de Souabe. L'empereur Frédéric III frappe dès lors Albert IV et la ville de Ratisbonne de mise au ban. Albert IV se décide finalement à restituer tous ses héritages et la paix est signée à Augsbourg (1492).

### La guerre de succession de Landshut
La guerre éclate pourtant dès 1503 à la mort du duc de Bavière-Landshut Georges le Riche avec la succession de Landshut. Le défunt duc de Bavière-Landshut avait tenté de rompre le serment des Wittelsbach en léguant son duché à sa fille Élisabeth, qui avait épousé l'électeur palatin Robert. Cette fois, Albert a l'appui de la Ligue de Souabe et de l'archiduc d'Autriche Maximilien, tandis que Robert est soutenu par la Bohême et le Palatinat. À la mort de Robert et d'Élisabeth en 1504, la guerre de succession s'achève dans le sang, puis la Haute et Basse Bavière sont à nouveau réunifiées pour la première fois depuis deux siècles et demi. Pour garantir l'unité future du duché, Albert IV promulgue en 1506 le droit d'aînesse, au terme duquel le duché devrait désormais échoir au premier descendant mâle de la lignée.
Il est enterré à la cathédrale Notre-Dame de Munich. Il est le mécène du peintre et poète Ulrich Füterer.

## Descendance
Albert IV épouse le 3 janvier 1487 à Innsbruck l'archiduchesse Cunégonde d'Autriche (1465–1520), fille de l'empereur Frédéric III et de l'infante Aliénor de Portugal. Il a huit enfants de cette union.
- Sidonie de Bavière (1488–1505), meurt alors qu'elle n'est que fiancée à l'électeur Louis V du Palatinat
- Sibylle (1489–1519) ∞ 1511 l'électeur Louis V du Palatinat (1478–1544)
- Sabine de Bavière (1492–1564) ∞ 1511–1515 le duc Ulrich VI de Wurtemberg (1487–1550)
- Guillaume le Constant (1493–1550) ∞ 1522 margravine Marie-Jacobée de Bade-Sponheim (1507–1580)
- Louis X de Bavière-Landshut (1495–1545)
- Suzanne (1499–1500)
- Ernest de Bavière (1500–1560), comte de Glatz curateur de Passau et de l'archevêché de Salzbourg
- Suzanne de Bavière (1502–1543)

1. ∞ 1518 margrave Casimir de Brandebourg-Kulmbach († 1527)
2. ∞ 1529 comte palatin Othon-Henri du Palatinat († 1559)